# Christian Ziege
Christian Ziege (født 1. februar 1972) er en tidligere tysk fodboldspiller, der i perioden 1993-2004 spillede 72 landskampe og scorede 9 mål. På klubplan var han tilknyttet Bayern München, AC Milan, Middlesbrough FC, Liverpool FC og Tottenham Hotspur inden han vendte hjem og sluttede karrieren i Borussia Mönchengladbach. En drilagtig ankelskade tvang ham i efteråret 2005 til at indstille karrieren.